# Forrocore
Forrocore, também escrito forró-core, é um estilo musical que mistura o forró com hardcore punk, consagrado na parceria Raimundos/Zenilton.
"Junto com os Ramones, Zenilton é nossa grande influência", afirmou Digão, guitarrista do grupo brasiliense, em 1996, sobre o cantor e sanfoneiro pernambucano que virou referência da música nordestina de duplo sentido.
A mistura de rock e baião já havia sido feita por pioneiros do rock brasileiro como Raul Seixas e Eduardo Araújo. No meio cristão também há uma certa influência, uma delas é a música Baião escrita por Janires e interpretada pela banda Rebanhão.[carece de fontes?]
Outra banda que utilizou do ritmo foi Catapulta.
Considerado um dos melhores guitarristas do Brasil, Robertinho do Recife também é reconhecido como um dos grandes participantes do movimento. Com a sua banda MetalMania, dividiu o palco com várias atrações internacionais como: Quiet Riot, Deep Purple, Judas Priest, Accept, e também fez uma participação especial na apresentação da banda Manowar, no Monster´s of Rock 2015, em São Paulo.[carece de fontes?]